# Rudolf z Thunu
Rudolf hrabě z Thunu, v listinách také jako Frater Rudolph (německy Rudolph Graf Thun, 12. února 1597 – počátek roku 1636, Brixen) byl šlechtic z tyrolského rodu Thunů, působil jako císařský komorník a plukovník Řádu německých rytířů.

## Život
Narodil se jako syn Herkula z rodové linie Castell-Thun.
Vstoupil císařských služeb a později také do Řádu německých rytířů, a poté se podepisoval vždy jako Frater Rudolph. Na pozvání svého bratrance Kryštofa Šimona z rodové linie Castell-Brughier byl v letech 1622 a 1629 pověřen tajným jednáním ve Vídni. Dosáhl hodnosti plukovníka. On a jeho řádový spolubratr velitel Mohr von Wald, kteří po bitvě u Lützenu (6. listopadu 1632) v Praze na základě vojenského práva zbavili velitele svobodného pána z Hagenu vyloučil z řádu. Hagen byl následně odsouzen a popraven stětím.
Po zavraždění Albrechta z Valdštejna zůstal Rudolf věrný císaři Ferdinandovi. Dochoval se italsky psaný dopis z února 1634, ve kterém svému bratranci Jiřímu Zikmundovi hlásí násilný konec „del Traditore“ - zrádce Valdštejna.
Hrabě Rudolf z Thunu zemřel počátkem roku 1636 v Brixenu.